# 크래쉬 팀 레이싱: 니트로 퓨얼드
《크래쉬 팀 레이싱: 니트로 퓨얼드》(영어: Crash Team Racing: Nitro-Fueled)는 비녹스가 개발하고 액티비전이 배급한 카트 레이싱 게임이다. 본래 너티 독이 1999년 플레이스테이션용으로 개발한 크래쉬 팀 레이싱의 디지털 리마스터링이며 2003년 비케리어스 비전스가 개발한 크래쉬 니트로 카트와 2005년 래디컬 엔터테인먼트가 개발한 크래쉬 태그 팀 레이싱의 콘텐츠도 포함하고 있다. 크래쉬 밴디쿳 시리즈의 17번째 게임이며 4번째 레이싱 게임이다. 이 게임은 2019년 6월 21일 닌텐도 스위치, 플레이스테이션 4, 엑스박스 원용으로 전 세계에 출시되었으며 비평가들로부터 대체적으로 긍정적인 평가를 받았다.

## 게임플레이
오리지널 크래쉬 팀 레이싱과 마찬가지로 니트로 퓨얼드는 크래쉬 밴디쿳 시리즈의 캐릭터들로 채워진 레이싱 게임이다. 플레이어는 장애물을 피하고 다양한 트랙을 따라 피니시라인에 도달해야 하며 속도를 얻기 위해 파워 슬라이딩과 점프를 통해 부스트를 수행할 수 있고 부스트 또는 적을 저지하기 위해 트랙에 흩어진 파워업을 사용할 수 있다.

## 평가
크래쉬 팀 레이싱 니트로 퓨얼드는 리뷰 애그리게이터 메타크리틱에 따르면 대체적으로 긍정적인 평가를 받았다. 비평가들은 그래픽스, 타이트한 컨트롤, 상당한 양의 콘텐츠와 오리지널 레이싱 게임의 충실함에 좋은 평가를 내렸으나 높은 난이도, 플레이스테이션 4 버전 게임에서의 온라인 플레이 문제들에 대해서는 비판을 받았다. 게임 출시 후 1개월 되던 시점에 마이크로트랜잭션을 추가한 것 또한 비평을 받았는데, 초기 인터뷰에 따르면 이러한 기능은 게임에 존재하지 않을 것이라고 하였기 때문이다.